# Особлива армія (Російська імперія)
Особлива армія (Особлива А, рос. Особая армия) — загальновійськове оперативне об'єднання з'єднань, частин Російської імператорської армії під час Першої світової війни.

## Склад
З 1915 року до серпня 1916 — штаб військ гвардії, у листопаді-грудні 1915 сформований штаб Гвардійського загону. Командувач загоном користувався правами командувача армії, що входили до складу фронту. 16 квітня 1916 Гвардійський загін перейменований на Війська гвардії. У серпні 1916 управління Військ гвардії переформовані в управління Особливою армією. Армія брала участь у наступах Південно-Західного фронту влітку 1916 і 1917 років.
На кінець 1917 року штаб армії розташовувався в Луцьку, з грудня 1917 — в Рівному. Особлива армія розформована на початку 1918. Штаб ліквідований у березні 1918 року.

## У складі
- Західного фронту (серпень — вересень 1916);
- Південно-Західного фронту (вересень — листопад 1916);
- Західного фронту (листопад 1916 — липень 1917);
- Південно-Західного фронту (липень 1917 — початок 1918).

На кінець 1917 року армія мала у своєму складі:
- XXXI армійський корпус
- XXXIX армійський корпус
- XLIV армійський корпус
- XLVI армійський корпус
- I Туркестанський армійський корпус
- IV кавалерійський корпус
- VII кавалерійський корпус

## Командувачі
- 14.08.1916—10.11.1916 — генерал від кавалерії Гурко Василь Йосипович;
- 10.11.1916—17.02.1917 — генерал від інфантерії Балуєв Петро Семенович (ТВО);
- 17.02.1917—31.03.1917 — генерал від кавалерії Гурко Василь Йосипович;
- 02.04.1917—09.07.1917 — генерал від інфантерії Балуєв Петро Семенович;
- 12.07.1917—29.08.1917 — генерал від кавалерії Ерделі Іван Георгійович;
- 29.08.1917—14.09.1917 — генерал-майор Саричев Василь Степанович (ТВО);
- 14.09.1917—20.11.1917 — генерал від інфантерії Стельніцький Станіслав Феліксович;
- 11.1917 — полковник Єгоров Олександр Ілліч (ТВО);
- 20.11.1917—13.12.1917 — генерал-лейтенант Рерберг Федір Сергійович;
- 13.12.1917-19.12.1917 — генерал-лейтенант Кушакевич Олексій Юхимович;
- 19.12.1917- 03.1918 — полковник Єгор'єв Володимир Миколайович;